# Чакла, Софьян
Софьян Чакла (араб. سفيان شاكلا‎; род. 2 сентября 1993, Кенитра) — марокканский футболист, защитник азербайджанского клуба «Сабах» и сборной Марокко.

## Клубная карьера
Чакла — воспитанник испанских клубов «Лас-Нориас», «Ла-Мохонера» и «Малага». Для получения игровой практики он выступал за дублирующий состав последних. В 2014 году Софиан перешёл в «Бетис», где также выступал за дубль. Летом того же года Чакла перешёл в венгерский «Видеотон». 2 ноября в матче против «Гонведа» он дебютировал в чемпионате Венгрии. После Венгрии Софьян вернулся в Испанию, где выступал за клубы «Ла-Рода», «Эль-Эхидо», «Мелилья» и дублёров «Альмерии». Летом 2019 года Чакла подписал контракт с клубом «Вильярреал». 19 июня 2020 года в матче против «Гранады» он дебютировал в Ла Лиге. 16 декабря в поединке Кубка Испании против «Лехона» Софяьн забил свой первый гол за «Вильярреал».
В начале 2021 года Чакла для получения игровой практики на правах аренды перешёл в «Хетафе». 31 января в матче против «Алавеса» он дебютировал в за новую команду.
Летом 2021 года Чакла на правах свободного агента подписал контракт с бельгийским «Ауд-Хеверле Лёвен». В матче против «Кортрейка» он дебютировал в Жюпиле лиге.

## Международная карьера
В 2022 году Чакла принял участие в Кубке Африки 2021 в Камеруне. На турнире он сыграл в матче против команды Габона.